# Tangara atrocoerulea
Tangara atrocoerulea, "fläckbukig tangara", är en fågelart i familjen tangaror inom ordningen tättingar. Den betraktas oftast som en underart av blåtangara (Tangara vassorii), men urskiljs sedan 2016 som egen art av Birdlife International och IUCN.
Fågeln förekommer i Anderna från södra Peru (Huánuco) till västra Bolivia. Den kategoriseras av IUCN som livskraftig.